# Cristina de Vargas
Cristina de Vargas Hilla (ur. 1 września 1969) – hiszpańska szpadzistka, złota medalistka mistrzostw świata.
Podczas mistrzostw świata w Atenach Hiszpanki w składzie: Taymi Chappé, Rosa María Castillejo, Carmen Ruiz Hervías i Cristina de Vargas zdobyły złoty medal w zawodach drużynowych. W turnieju indywidualnym zajęła tam 46. miejsce. Była też między innymi dziewiąta drużynowo na mistrzostwach świata w Hawanie (1992).
Nigdy nie wzięła udziału w igrzyskach olimpijskich.